# Fürtös salamonpecsét
A fürtös salamonpecsét (Polygonatum multiflorum) az egyszikűek (Liliopsida) osztályának a spárgavirágúak (Asparagales) rendjébe, ezen belül a spárgafélék (Asparagaceae) családjába tartozó faj. Egyéb neve: fürtös sülyfű.

## Előfordulása
A fürtös salamonpecsét elterjedési területe Európában, Norvégiától Anglia déli részéig, valamint Észak-Spanyolországig, Szicíliáig és Görögországig terjed. Magyarországon is gyakori. További őshonos előfordulási területei Oroszország nyugati részén, a Kaukázusban, Törökországban és Nepálban vannak. Termesztik is.

## Megjelenése
A fürtös salamonpecsét 30-80 centiméter magas, évelő növény. Szára hengeres, 5-12 centiméter hosszú levelei, tojás alakúak, csúcsban végződnek, szórt állásúak, és két sorba rendeződtek. A felső levelek hónaljában kis, lecsüngő csomókban kettesével-ötösével fejlődnek fehér, csöves leplű szagtalan virágai. A lepel közepén kissé összeszűkül. Ősszel érő, kékesfekete bogyótermése sokáig fent marad. A magokat a termést elfogyasztó madarak terjesztik.

## Hatóanyagai
A soktérdű salamonpecséthez (Polygonatum odoratum) hasonlóan a növény minden része, de különösen a termés enyhén mérgező, szteroid-szaponinokat tartalmaz. Bár korábban azt hitték, szívre ható glikozidokat nem tartalmaz.

## Életmódja
A fürtös salamonpecsét árnyas, dús aljnövényzetű lomb- és elegyes erdők, cserjések lakója. Főleg üde, meszes vályogtalajokon nő. A virágzási ideje május–június között van.

## Hibrid
- Polygonatum × hybridum Brügger = Polygonatum multiflorum (L.) All. × Polygonatum odoratum (Mill.) Druce

## Képek

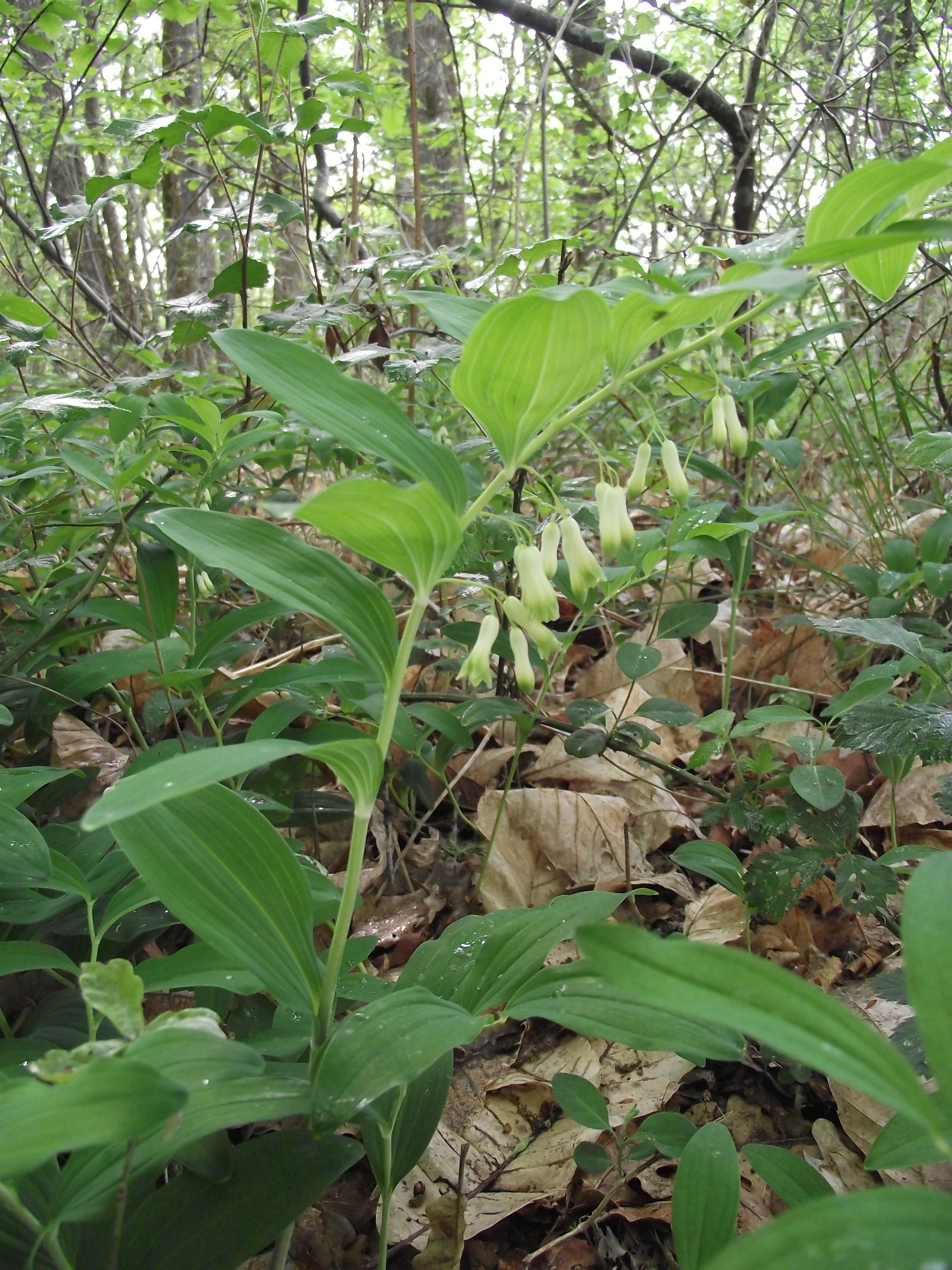
A növény
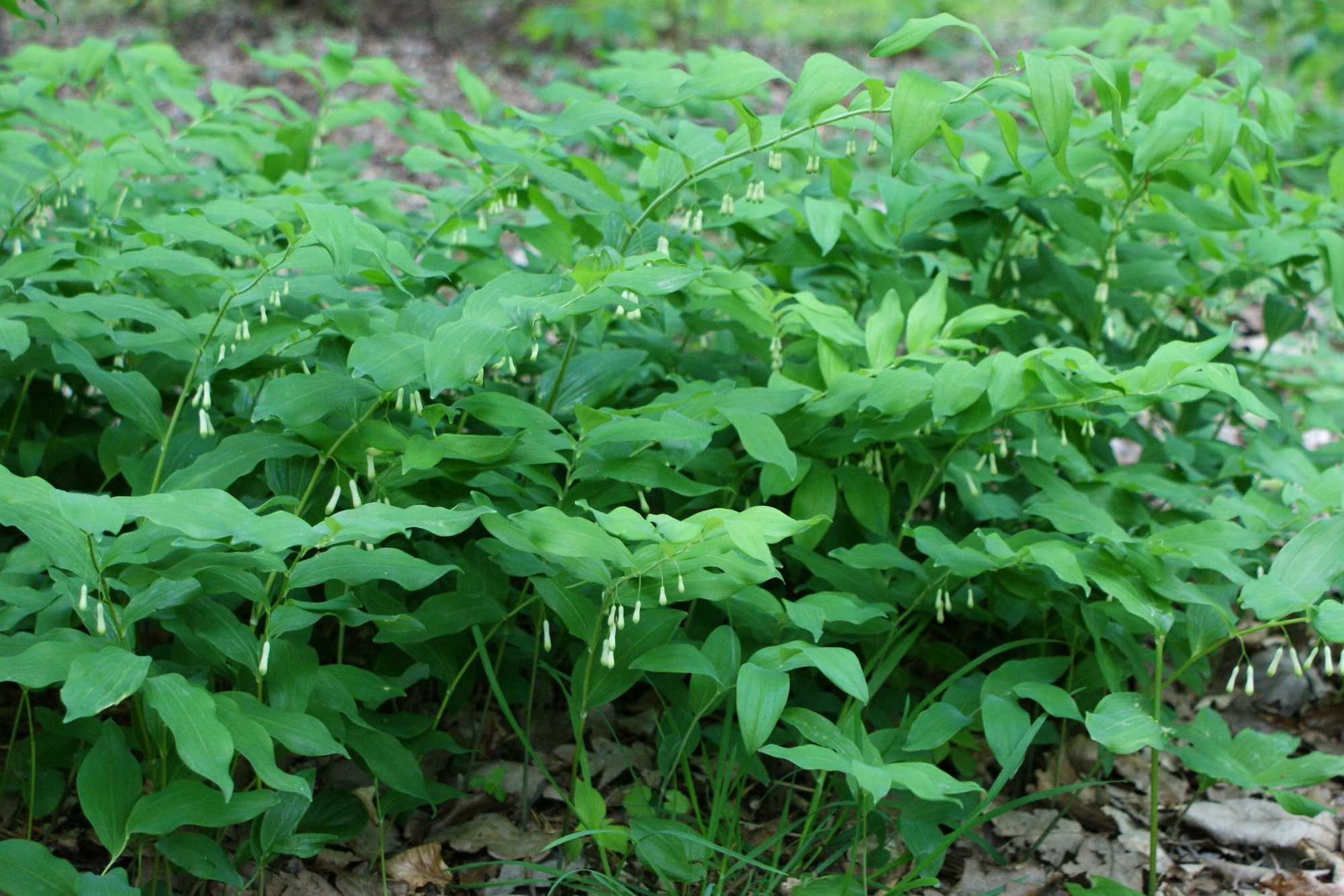
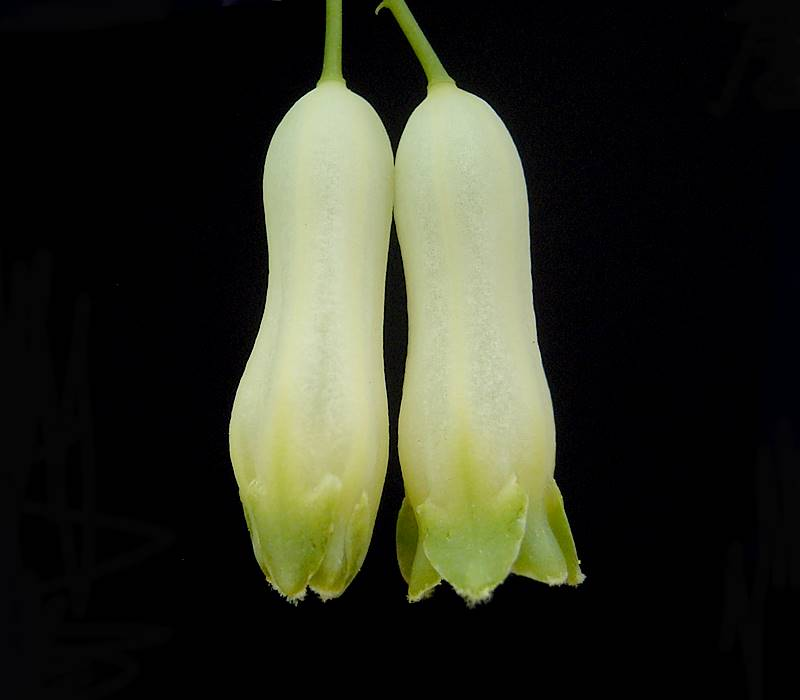
Virágai közelről,
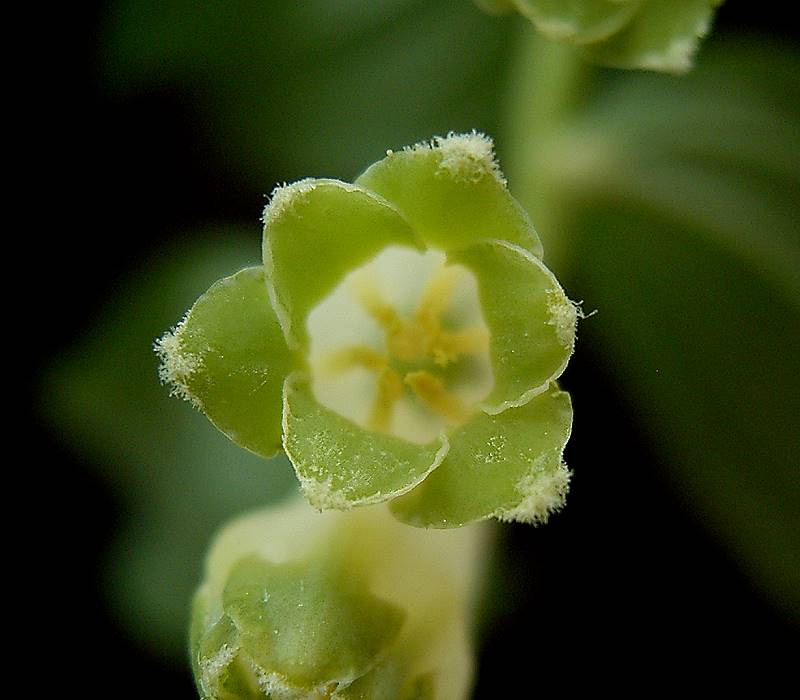
felülről
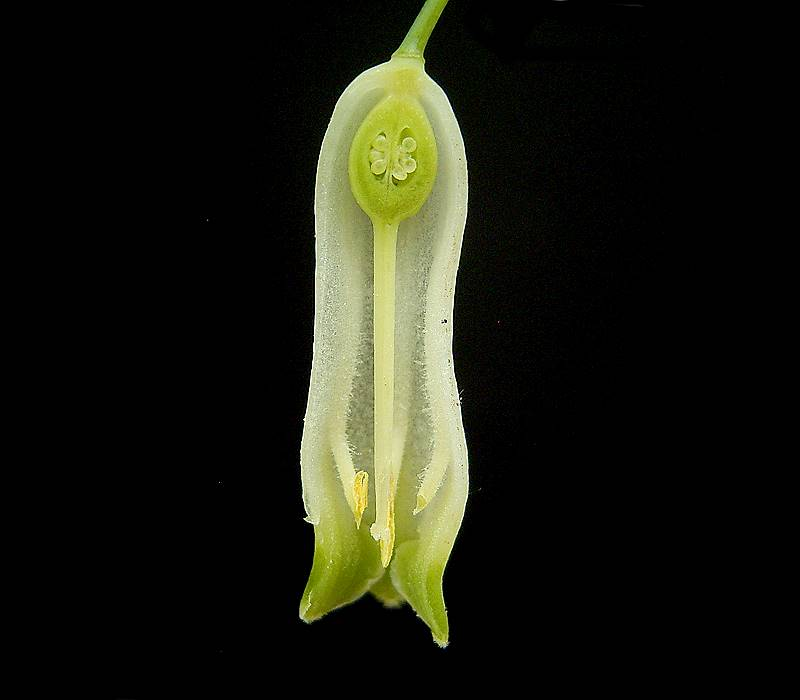
és keresztmetszete
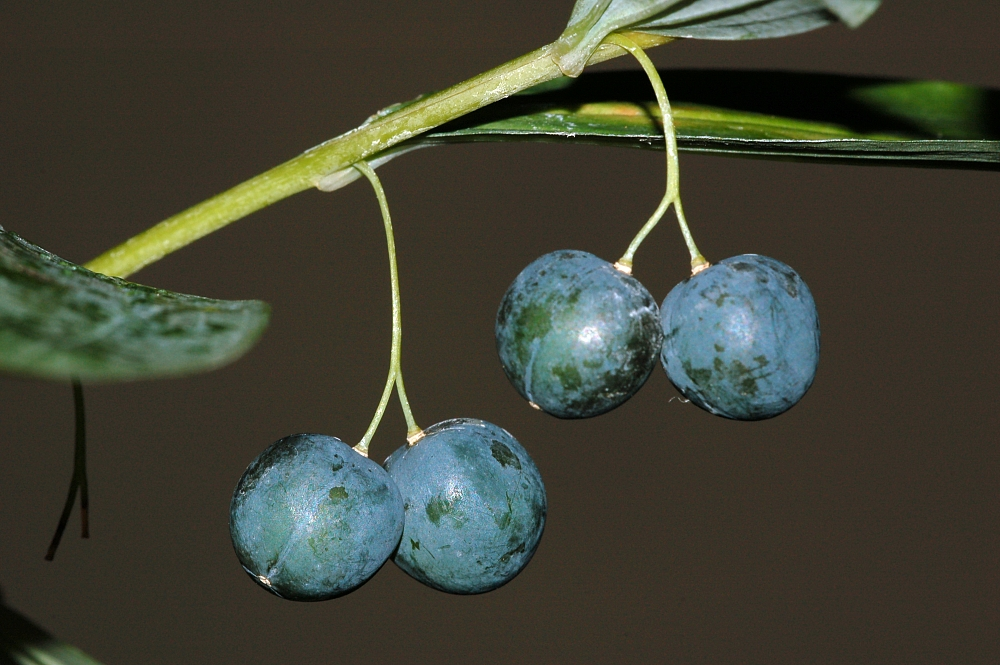
Termései
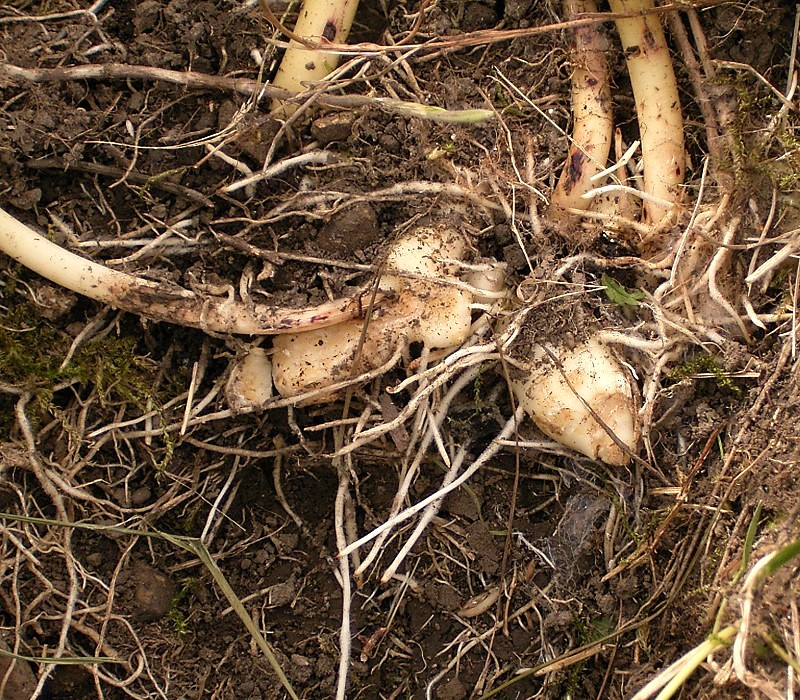
Gyöktörzsei és gyökérzete
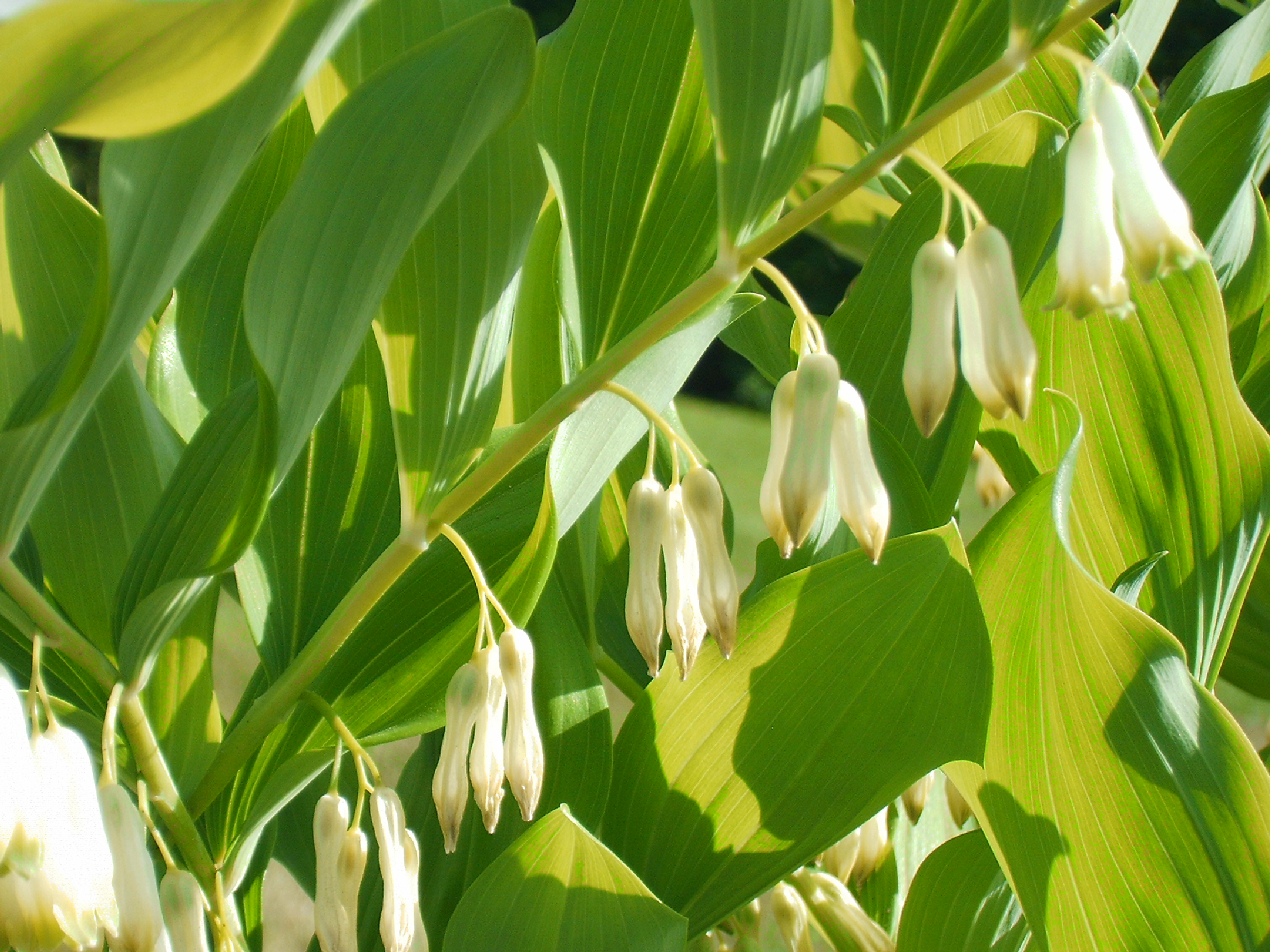
Polygonatum × hybridum
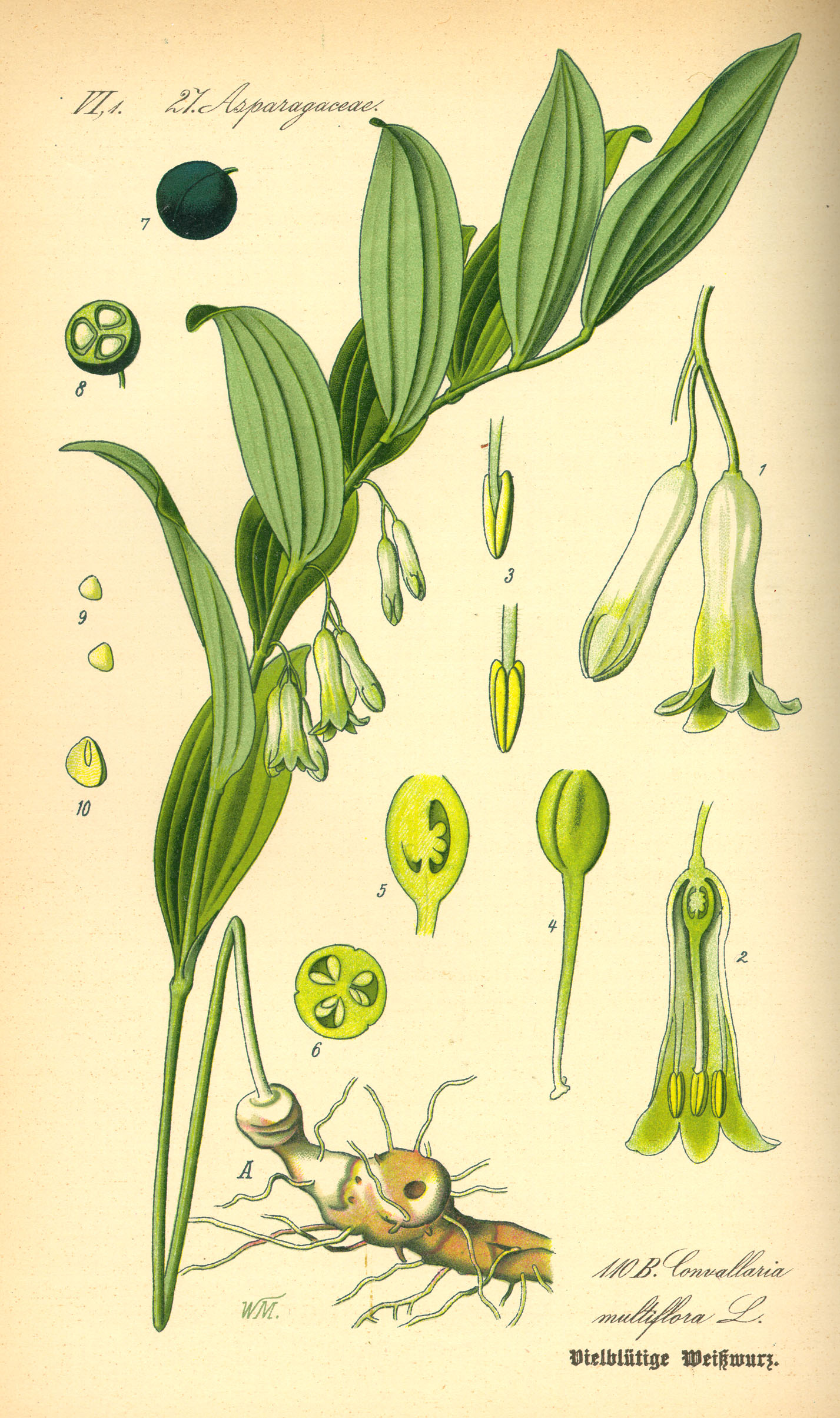
Rajz a növényről